# Jozef Wenceslaus van Liechtenstein
Jozef Wenceslaus Karel, vorst van Liechtenstein (Praag, 9 augustus 1696 - Wenen, 10 februari 1772), was drie verschillende periodes vorst van Liechtenstein: van 1712 tot 1718, van 1732 tot 1745, en van 1748 tot zijn dood in 1772.

## Biografie
Jozef Wenceslaus werd geboren te Praag, zijn vader was prins Filips Erasmus van Liechtenstein (1664-1704) en zijn moeder was prinses Christina Theresa von Löwenstein-Wertheim-Rochefort (1665-1730). Hij was een neef van de latere vorst Anton Florian van Liechtenstein. Jozef Wenceslaus was op de eerste plaats een generaal en werd algemeen gezien als een zeer succesvol en een kundig veldheer. In 1745 werd hij in Italië tot Generalissimo benoemd. Een jaar later won hij de belangrijke Slag om Piacenza (16 juni 1746). Deze slag werd uitgevochten tussen Frankrijk en Spanje tegen de Habsburgse monarchie. De slag was onderdeel van de Oostenrijkse Successieoorlog. In 1753 werd hij benoemd tot regent van Hongarije. Een van zijn belangrijkste daden was de reorganisatie van de Oostenrijkse artillerie, voornamelijk betaald door hem zelf.
Tussen 1735 en 1736 was hij de keizerlijke gezant in Berlijn, tussen 1738 en 1741 ambassadeur in Parijs. In 1760 begeleidde hij prinses Isabella van Parma naar Wenen, die daar op 6 oktober 1760 huwde met aartshertog Jozef van Oostenrijk, erfgenaam van keizer Frans I Stefan en keizerin Maria Theresia.
Jozef Wenceslaus was drie keer vorst van Liechtenstein. De eerste keer, 1712 - 1718, was als erfgenaam en opvolger van zijn neef vorst Hans Adam I. De tweede keer, 1732 - 1745, was hij regent in naam van vorst Johan Nepomuk Karel, die vanwege zijn minderjarigheid niet zelfstandig kon regeren. In 1745 werd Johan Nepomuk Karel 21 jaar en dus meerderjarig, het regentschap van Johan Wenceslaus was daardoor afgelopen. De derde, tevens laatste keer, 1748 - 1772, regeerde hij Liechtenstein omdat zijn voorganger, Johan Nepomuk Karel, geen mannelijke nakomelingen had voortgebracht.
Hij was ook lid in de Orde van het Gulden Vlies.
Toen vorst Jozef Wenceslaus op 10 februari 1772 te Wenen stierf zonder mannelijke nakomelingen, werd hij opgevolgd door zijn neef, vorst Frans Jozef I.

## Huwelijk en kinderen
Jozef Wenceslaus trad in 1718 in het huwelijk met zijn nicht prinses Anna Maria van Liechtenstein, dochter van vorst Anton Florian. Uit dit huwelijk werden vijf kinderen geboren, die allen op zeer jonge leeftijd stierven:
- Filips Anton (1719)
- Filips Anton (1720)
- Filips Ernst (1722 - 1723)
- Maria Elisabeth (1724)
- Maria Alexandra (1727)

Karel I · Karel Eusebius · Hans Adam I · Jozef Wenceslaus · Anton Florian · Jozef Johan Adam · Jozef Wenceslaus · Johan Nepomuk Karel · Jozef Wenceslaus · Frans Jozef I · Alois I · Johannes I Jozef · Alois II · Johannes II · Frans I · Frans Jozef II · Hans Adam II